# Kim Dong-in
Kim Dong-in (en hangul : 김동인, 1900–1951) est un écrivain coréen.

## Biographie
Kim Dong-in, né le 2 octobre 1900 à Pyongyang, est un pionnier du mouvement naturaliste et réaliste dans la littérature coréenne moderne. Comme beaucoup d'intellectuels de son époque, Kim suit ses études au Japon, intégrant l'académie Meiji à Tokyo, puis l'Académie des Arts de Kawabata. Il quitte l'université lorsqu'il décide de suivre une carrière d'écrivain. En 1919, alors qu'il est encore au Japon, il lance avec d'autres écrivains coréens une revue intitulée Changjo (Création). L'objectif était de proposer une alternative à la « littérature nationale », c'est-à-dire pro-japonaise. C'est dans cette revue Changjo que Kim publie ses premiers écrits avec La tristesse des faibles (Yakhanja-ui seulpeum). En 1925, il publie l'un de ses récits les plus connus, Pomme de terre (Gamja), travail précurseur pour le réalisme dans la littérature coréenne.
Il est également connu pour avoir mené une vie extravagante à partir de 1930, période durant laquelle il commence à avoir des difficultés financières. Ses problèmes d'argent le conduisent progressivement à la dépression et à la consommation de drogues. Jusqu'alors, Kim était un puriste dans son style d'écriture, un précurseur du réalisme, mais il va peu à peu se tourner vers des sujets plus populaires et plus grand public. Parmi les nouvelles œuvres qu'il publie, on compte plusieurs romans historiques. En 1934, il publie également une étude sur l'auteur Yi Kwang-su, Étude sur Chunwon (Chunwon : le surnom de Yi Kwang-su), qu'il lance en 1935 dans la revue littéraire mensuelle Petites histoires (Yadam).
En 1939, malade et sans argent, il rejoint la Mandchourie avec d'autres écrivains --, voyage organisé par l'armée impériale chinoise du nord. En 1942, il est emprisonné pour non allégeance à l'empereur du Japon. En 1946, après la Libération, (le 15 août 1945) il publie des récits teintés d'ironie, notamment Le traître (Banyeokja, 1946) ou encore L'homme sans patrie (Manggugingi, 1947), qui sont autant de messages pour ses confrères écrivains ayant collaboré avec le Japon durant l'occupation. Il décède chez lui à Séoul, le 5 janvier 1951.
En 1955, la revue Sasanggye (Monde d'idées) crée le Prix Dong-in en hommage à l'écrivain.

## Œuvre
Kim Dong-in est avant tout connu pour ses nouvelles qui combinent une grande sensibilité esthétique avec un style prosaïque. Il attire l'attention de la critique dès 1924 avec la publication de Belle prose (Myeongmun, 1924), Hwang le rustique (Sigol Hwangseobang, 1925) et Pomme de terre (Gamja, 1921). Cette dernière nouvelle raconte l'histoire d'une femme qui perd toute forme de décence dans son comportement et son mode de vie et qui finit par se prostituer pour pouvoir satisfaire ses besoins économiques. Ce récit, précurseur du style réaliste en Corée, vient en contrepoint de la littérature nationale défendue par Yi Kwang-su durant cette période.
Plusieurs des récits de Kim Dong-in ont été adaptés en film. C'est le cas notamment pour Pomme de terre, qui a été adapté par le réalisateur Kim Seungok en 1968; l'histoire est réadaptée une nouvelle fois en 1987 par le réalisateur Byeon Jang-ho.

### Romans
- 젊은 그들 Les jeunes (1930)
- 운현궁의 봄 Le printemps du Palais Unhyeon (1933)
- 왕부의 낙조 Le crépuscule de la dynastie (1935)
- 대수양 Le grand prince Suyang (1941)

### Recueils de nouvelles
- 목숨 La vie (1924)
- 감자 Pomme de terre (1935)
- 김동인 단편집 Nouvelles choisies de Kim Tong-in (1939)
- 배회 Errance (1941)
- 발가락이 닮았다 Les orteils se ressemblent (1948)

### Nouvelles
- 약한 자의 슬픔 La tristesse des faibles (1919)
- 배따라기 Paettaragi (1921)
- 태형 Supplice (1922)
- 결혼식 La cérémonie de mariage (1931)
- 반역자 Le traître (1946)
- 망국인기(亡國人記) L'homme d'un pays ruiné (1947)